# David Omoregie
David Omoregie (ur. 1 listopada 1995) – brytyjski lekkoatleta specjalizujący się w biegach płotkarskich.
W 2013 był piąty na juniorskich mistrzostwach Europy, a rok później w Eugene został brązowym medalistą mistrzostw świata juniorów. Młodzieżowy mistrz Europy z Tallinna (2015).
Stawał na podium mistrzostw Wielkiej Brytanii.

## Osiągnięcia
| Rok  | Impreza                                 | Miejsce | Konkurencja                     | Pozycja    | Wynik |
| ---- | --------------------------------------- | ------- | ------------------------------- | ---------- | ----- |
| 2013 | Mistrzostwa Europy juniorów             | Rieti   | bieg na 110 metrów przez płotki | 5. miejsce | 13,49 |
| 2014 | Mistrzostwa świata juniorów             | Eugene  | bieg na 110 metrów przez płotki | 3. miejsce | 13,35 |
| 2015 | Halowe mistrzostwa Europy               | Praga   | bieg na 60 metrów przez płotki  | półfinał   | 7,76  |
| 2015 | Młodzieżowe mistrzostwa Europy          | Tallinn | bieg na 110 metrów przez płotki | 1. miejsce | 13,63 |
| 2017 | Halowe mistrzostwa Europy               | Belgrad | bieg na 60 metrów przez płotki  | półfinał   | 7,71  |
| 2017 | Superliga drużynowych mistrzostw Europy | Eugene  | bieg na 110 metrów przez płotki | 3. miejsce | 13,36 |

## Rekordy życiowe
- bieg na 60 metrów przez płotki (hala) – 7,68 (2016)
- bieg na 110 metrów przez płotki (99/100 cm) – 13,17 (2014) rekord Europy juniorów
- bieg na 110 metrów przez płotki – 13,47 (2017)